# Elisabeth Siewert/Werkverzeichnis

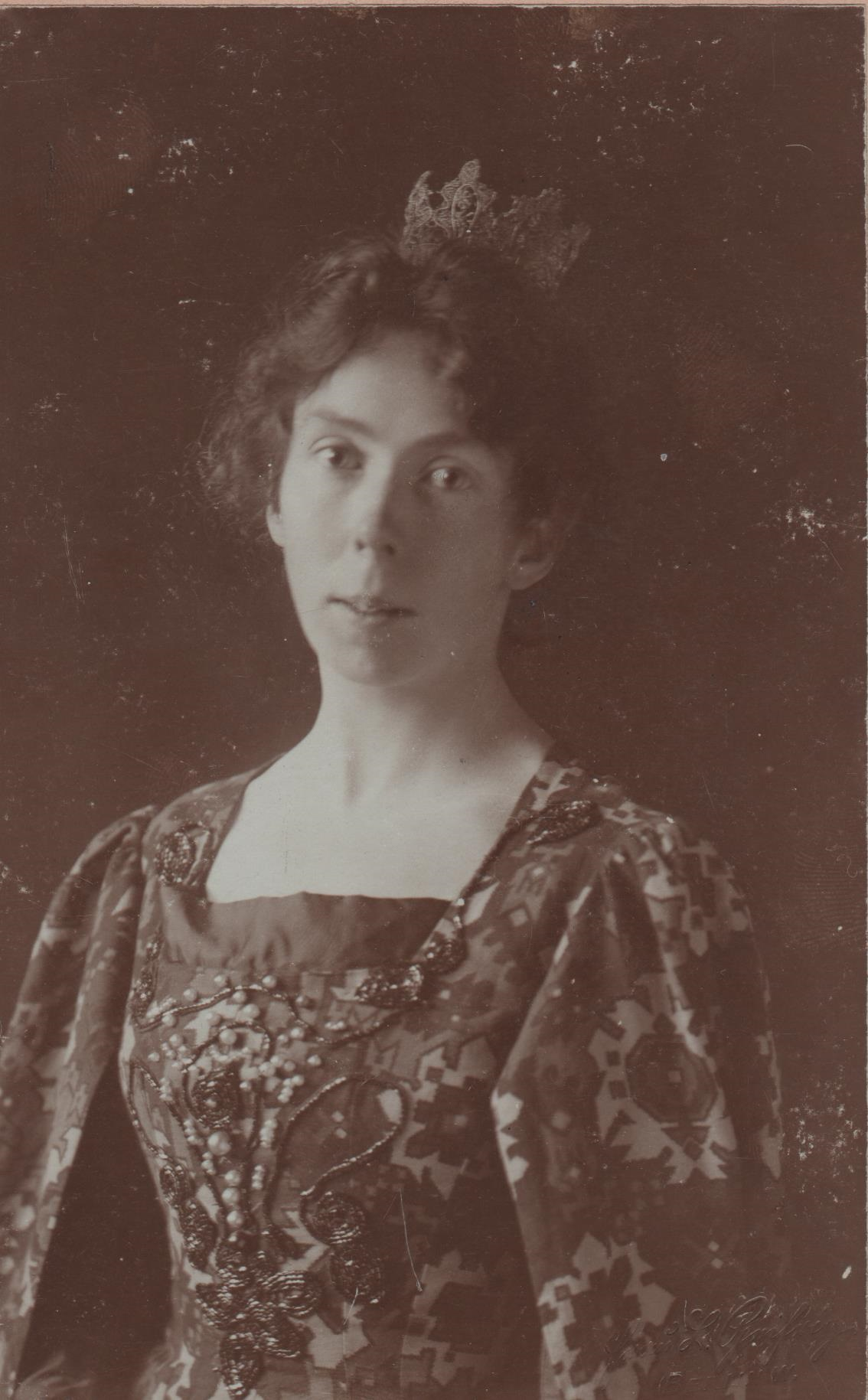
Elisabeth Siewert um 1900

Diese Seite behandelt das Gesamtwerk der westpreußischen Schriftstellerin Elisabeth Siewert (1867–1930). Sie beinhaltet Listen zu ihren Romanen, Erzählungen, Novellen und zu ihrer Lyrik.
Die Werkschau erfasst die Romane Siewerts sehr wahrscheinlich komplett. Unvollständig aufgeführt sind ihre Novellen und Lyrik; insbesondere sind etwaige Veröffentlichungen in der Deutschen Tageszeitung nicht berücksichtigt. Bekannt sind rund fünfzig Novellen und Erzählungen in Zeitschriften, einige Novellen-Sammelbände und sechs Romane, die zwischen 1897 und 1928 erschienen. Fünfzehn Gedichte der bis 2008 weitgehend vergessenen Schriftstellerin wurden postum 1933 veröffentlicht.

## Romane und Novellen in Buchausgaben
- Bajowo. Roman. Verlag R. Taendler, Berlin 1903, 128 S.
- Die schönen Herbsttage. Roman. In: Deutsche Roman-Bibliothek (regelmäßige Beilage des illustrierten Unterhaltungsblatts Über Land und Meer), 31. Jg. 1903, 52 Hefte in 2 Bänden, Deutsche Verlags-Anstalt, Stuttgart / Leipzig 1903 (S. 440–448, 459–468, 480–488, 497–508, 520–528, 542–548, 556–568).
- Kinder und Leute. Novellen. Karl Reißner, Dresden 1906, 271 S.
- Unvergessene Menschen. Ein Roman aus der Krinolinenzeit. S. Fischer Verlag, Berlin 1911, 480 S.
- Lipskis Sohn. Roman. S. Fischer Verlag, Berlin 1913, 247 S.
- Die Mistel. Eine Erzählung. Der Garten Eden, Dortmund 1921, 90 S.
- Das Gesinde. Mosaik Verlag, Berlin 1923 (Mosaik Bücher, Band 29); 107 S.
- Die Waage. Erzählung. Mosaik Verlag, Berlin 1923.
- Der Indische Gott auf dem Lande. Kunstwart-Verlag G.D.W. Callwey, München 1925, 85 S.
- Rettungen. Altmodische Erzählung. Kunstwart-Verlag G.D.W. Callwey, München 1926, 82 S.
- Der Sumbuddawald. Novellen. Ring-Verlag, Berlin 1928. 239 S. (Enthält die Erzählungen: Die Abenteuer der Oijamitza, Der Sumbuddawald und Das siebenfache Leben des Hirten Mathias.)

## Romane und Novellen in Zeitschriften und weiteren Periodika
Abkürzungen
- Die Frau = Die Frau. Monatsschrift für das gesamte Frauenleben unserer Zeit. Hrsg.: Helene Lange. W. Moeser Buchhandlung, Berlin.
- Neues Frauenleben = Neues Frauenleben: Organ der freiheitlichen Frauen in Österreich. Hrsg.: bis 1910 Auguste Fickert, anschließend u. a. Christine Touaillon. Goldschmiedt Verlag, Wien (Wiedergabe der Novellen in der Regel in der Literarischen Beilage; literature.at).
- Sozialistische Monatshefte = Sozialistische Monatshefte – Internationale Revue des Sozialismus. Hrsg.: Joseph Bloch. Verlag der Sozialistischen Monatshefte, Berlin.

1897
- Maienfrost. Die Frau, 1897, 4. Jg., S. 423–427.

1898
- Entdeckungen in nächster Nähe. Die Frau, 1898, 5. Jg., S. 165–177.
- Der Stumme. Die Frau, 1898, 5. Jg., S. 426–433.
- Das Opfer. Die Frau, 1898, 5. Jg., S. 594–612.
- Das Fippchen. Die Frau, 1898, 5. Jg., S. 723–727.

1899
- Zeiers Vorderpferde. Die Frau, 1899, 6. Jg., S. 371–375.
- Warten!. Die Frau, 1899, 6. Jg., S. 555–563.
- Der Russe. Die Frau, 1899, 6. Jg., S. 675–683.

1900

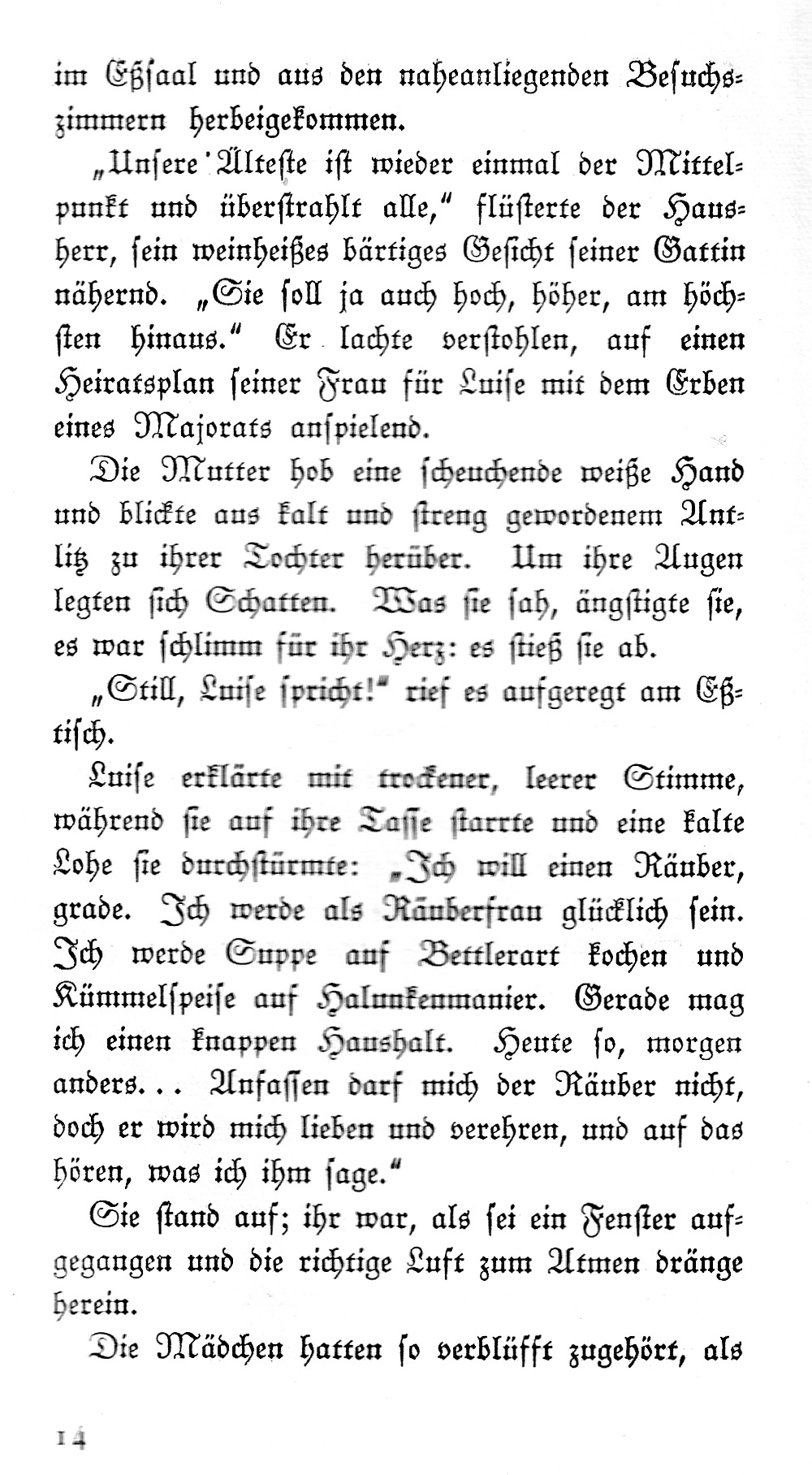
Seite 14 der Novelle Die Abenteuer der Oijamitza, die 1928 im Sammelband Der Sumbuddawald erschien

- Ein Speiseopfer. In: Die Frau, 1900, 7. Jg., S. 266–272. (Mit dem Titel Ein Speisopfer auch wiedergegeben in: Landsmannschaft Westpreußen (Hrsg.): Westpreußen-Jahrbuch, 1965, Band 15, S. 139–147.)
- Ein Begegnen. In: Die Frau, 1900, 7. Jg., S. 409–414.
- Der Sohn. In: Die Frau, 1900, 7. Jg., S. 717–725.

1901
- An der Kindheit Grenze. In: Die Frau, 1901, 8. Jg., S. 559–566.

1902
- Frühe Kindheit. In: Die Frau, 1902, 9. Jg., S. 656–660.

1905
- Stürme in der Stille. In: Die Frau, 1905, 12. Jg., S. 208–222.

1906
- Drei Schwestern (Roman). In: Die Frau. 13. Jg. 1906. In Fortsetzungen verteilt über mehrere Hefte.

1907
- Der letzte Gast. In: Die Frau, 1907, 14. Jg., S. 227–233.
- Kuba und Bawschon. In: Die Frau, 1907, 14. Jg., S. 673–680 und 725–735.

1908
- Wenn Gewitter über dem Lande liegen. Sozialistische Monatshefte, 1908, Heft 14, S. 1185–1191; Volltext. Friedrich-Ebert-Stiftung.

1909
- Der Älteste. In: Die Frau, 1909, 16. Jg., S. 25–33.
- Ein Tag. In: Die Frau, 1909, 16. Jg., S. 337–351.
- Van Braakel. Sozialistische Monatshefte, 1909, Heft 15, S. 236–241; Volltext. Friedrich-Ebert-Stiftung.
- Gegensätze. Sozialistische Monatshefte, 1909, Heft 15, S. 974–982; Volltext. Friedrich-Ebert-Stiftung.
- Aus einer armen Werkstatt. Sozialistische Monatshefte, 1909, Heft 15, S. 1568–1573; Volltext. Friedrich-Ebert-Stiftung.

1910
- Späte Erkenntnis. In: Die Frau, 1910, 17. Jg., S. 33–39; 88–95; 147–157.
- Reichtümer. In: Die Frau, 1910, 17. Jg., S. 595–600.
- Unnütze Sünde, Novelle. In: Neues Frauenleben. 22. Jg. 1910.
  - Teil 1 in: Nr. 6 (Literarische Beilage),
  - Teil 2 in: Nr. 8 (Literarische Beilage),
  - Schluss in: Nr. 9 (Literarische Beilage).
- In den Sandhängen. Sozialistische Monatshefte, 1910, Heft 16, S. 570–577; Volltext. Friedrich-Ebert-Stiftung.

1911
- Die Bundesgenossen. In: Die Frau, 1911, 18. Jg., S. 223–227.
- Krasse Jugend. In: Die Frau, 1911, 18. Jg., S. 541–546.
- Schaubühnen und Altäre. Sozialistische Monatshefte, 1911, Heft 17, S. 501–506; Volltext. Friedrich-Ebert-Stiftung.

1912
- Die Heimat (Erinnerung). In: Die Frau, 1912, 19. Jg., S. 406–410.
- Darum (Novellette). In: Neues Frauenleben, 24. Jg., Nr. 7/8 (Anfang) und 9 (Fortsetzung und Schluss); E-Book. ngiyaw eBooks.
- Die große Fichte. Sozialistische Monatshefte, 1912, Heft 18, S. 1379–1386; Volltext. Friedrich-Ebert-Stiftung.

1913
- Ein Tagestraum. Sozialistische Monatshefte, 1913, Heft 19, S. 855–860, Volltext. Friedrich-Ebert-Stiftung.
- Die Stube. Sozialistische Monatshefte, 1913, Heft 19, S. 1702–1706; Volltext. Friedrich-Ebert-Stiftung.
- Vater und Tochter. In: Die Frau, 1913, 20. Jg., S. 23–33 und 84–94.

1914
- Der Witwer. In: Die Frau, 1914, 21. Jg., S. 87–94.
- Gewitter im Frühling. In: Die Frau, 1914, 21. Jg., S. 472–476.
- Der Getroffene. In: Neues Frauenleben, 1914, 16. Jg., Nr. 1/2, S. 47–55; E-Book E-Book. ngiyaw eBooks.
- Der Besuch. Sozialistische Monatshefte, 1914, Heft 20, S. 433–439; Volltext. Friedrich-Ebert-Stiftung.
- Weggenossen (Novelle). In: Neue Rundschau, Heft 5, 1914, S. Fischer Verlag, (zu dieser Zeit) Berlin, ab S. 645. (Im Bundes-Blindenerziehungsinstitut (BBI) Wien auch in Blindenschrift vorhanden.[2])

1915
- Mathilde Prove (Roman). In: Neues Frauenleben. 17. Jg. 1915.
  - Anfang in: Nr. 1
  - Fortsetzung in: Nr. 2
  - Fortsetzung in: Nr. 3
  - Fortsetzung in: Nr. 4
  - Fortsetzung in: Nr. 5
  - Schluss in: Nr. 6
- Das Milchgesicht. In: Die Frau, 1915, 22. Jg., S. 283–287.
- Die Wohnung. Sozialistische Monatshefte, 1915, Heft 21, S. 878–887; Volltext. Friedrich-Ebert-Stiftung.
- Der Auserkorene (Novelle). In: Neue Rundschau, 1915, Heft 6, S. Fischer Verlag, (zu dieser Zeit) Berlin, ab S. 737.

1916
- Das Martialische. In: Die Frau, 1916, 23. Jg., S. 343–348.
- Die kleine Anna Sidonia. In: Neues Frauenleben. 18. Jg. 1916, Nr. 1 (Anfang) und 2 (Fortsetzung und Schluss); E-Book. ngiyaw eBooks.
- Das himmlische Kind. Sozialistische Monatshefte, 1916, Heft 22, S. 43–46; Volltext. Friedrich-Ebert-Stiftung.
- Besitz. Sozialistische Monatshefte, 1916, Heft 22, S. 1163–1169; Volltext. Friedrich-Ebert-Stiftung.

1917
- Der Turm. Sozialistische Monatshefte, 1917, Heft 23, S. 1070–1076; Volltext. Friedrich-Ebert-Stiftung.

1921
- Irma, hu hu!. Sozialistische Monatshefte, 1921, Heft 27, S. 955–961; Volltext. Friedrich-Ebert-Stiftung.

1923
- Der Saal. Sozialistische Monatshefte, 1923, Heft 29, S. 357–360; Volltext. Friedrich-Ebert-Stiftung.
- Der Krichelgarten oder von der Fülle. Sozialistische Monatshefte, 1923, Heft 29, S. 545–548; Volltext. Friedrich-Ebert-Stiftung.

1928
Die Geckin (Novelle). In: Der Kunstwart. Verlag Kunstwart, Dresden und Callwey, München, September 1928.

## Lyrik
Die Lyrik Elisabeth Siewerts blieb weitgehend unveröffentlicht. Bekannt ist lediglich die Zusammenstellung einiger Gedichte aus ihrem Nachlass in den Ostdeutschen Monatsheften 1933, die der nationalsozialistische Lyriker, Dramatiker und Dramaturg Friedrich Bethge mit einer kurzen Einführung postum wiedergegeben hatte. Die Titel lauteten:
- Ausgleich; Botschaft; Das blinde Kind spricht; Ein alter Mensch spricht; Entrückung; Fromme Abendstunde; Götter und Dämonen; In der Not; Kosmische Begnadung; Letzter Rausch; Mädchens Abendbitte; Medea; Reh mit dem Herzschuß (Untertitel: Im Krankenhaus – kurz vorm Tode); Unglückliche Liebe; Vorsatz I und Vorsatz II.[4]

## Nachlass
Der Nachlass Elisabeth Siewerts wurde nach ihrem Tod 1930 von ihrer Schwester, der 1945 verstorbenen Malerin Clara Siewert, verwaltet. Der Verbleib ist unbekannt. Zudem existierten Tagebücher der Schriftstellerin, die sich nach Angabe des Kunsthistorikers Roman Zieglgänsberger später wahrscheinlich im Archiv der Ostdeutschen Monatshefte befanden, wo sich ihre Spur verliere.